# Перекатний
Перекатний (рос. Перекатный; адиг. ЧэнджыпІэ) — селище в республіці Адигеї, піпорядковане Яблоновському міському поселенню Тахтамукайського району.
Селище межує через річку Кубань з Краснодаром і має сполученням з містом через Тургєнєвський міст.
Відоме тим, що підозрюється в наявності бази провладних інтернет-тролів, які коментують події в Україні.

## Населення
Населення селища за останні роки:
- 2002 — 231[3];
- 2010 — 231[4]:
- 2013 — 237.